# Rhynchozoon paa
Rhynchozoon paa är en mossdjursart som beskrevs av Uttley och Bullivant 1972. Rhynchozoon paa ingår i släktet Rhynchozoon och familjen Phidoloporidae. Inga underarter finns listade i Catalogue of Life.